# Cherreau
Cherreau korábbi község Franciaország Loire mente régiójában, Sarthemegyében. 2019. január 1-jén Cherré korábbi községgel egyesült és az így létrejött Cherré-Au új község része lett.
Lakosainak száma 938 fő (2018. január 1.). Cherreau Cherré, La Ferté-Bernard, Souvigné-sur-Même, Avezé, Ceton és Cormes községekkel határos.

## Népesség
A település népességének változása:
| Lakosok száma | 929  | 938  | 961  | 941  | 938  |
|               | 2013 | 2015 | 2016 | 2017 | 2018 |